# 吳起良
吳起良（？—1521年9月8日（正德十六年七月廿七））和名花城親方宗義，是琉球國第二尚氏王朝時期人物。童名眞嘉那，號不越。
吳起良的生年不詳，可能出生在1470年以前。他是吳弘肇（泊里主宗重）的次子，在吳弘肇死後繼承家督之位。他的女兒思乙金按司（1482年出生）嫁給了尚真王的長子尚維衡（浦添王子朝滿）。
弘治年間，任浦添間切中西地頭職，敘紫冠，稱中西親方宗義。尚維衡受到誣陷而被廢去王世子之位，前來浦添投奔岳父吳起良。吳起良重修了荒廢的浦添城，並讓出自己的邸宅，改建為尚維衡的宮殿。後來這座宮殿不幸在1609年薩摩之亂中被焚毀。
1506年，吳起良以王舅的身份，與正議大夫鄭玖、長史蔡賔（與那霸親雲上）一起出使明朝。在《歷代寶案》和《中山世譜》裡，吳起良以「亞嘉尼施」的名字登場。
正德年間，轉任具志頭間切花城地頭職，改稱花城親方宗義。1521年逝世。

## 家族
- 父：吳弘肇（泊里主宗重）
- 母：泊大阿母潮花司（號中岳）
- 兄弟：
  - 長兄：保榮茂親方宗友（唐名不傳）

- 室：麻氏思乙（麻省功（大城子真宗）之女）
- 子女：
  - 長女：思乙金按司（嫁尚維衡（浦添王子朝滿））
  - 長子：吳寧宗（安次峯親雲上宗恒）